# 合わせ鏡の神子
合わせ鏡の神子（あわせかがみのみこ）はテーブルトークRPG(TRPG)『ナイトウィザード』のリプレイ作品。全1話のリプレイである。
リプレイの執筆はゲームマスターでもある菊池たけしが担当。イラスト担当はみかきみかこと石田ヒロユキ。
マジキュー誌2006年1月号から2006年8月号に掲載され、後にエンターブレインから文庫本として発売された。「みこシリーズ」の第四弾にして完結編でもある。また、柊サーガの一遍でもある。

## 概要
掲載誌をマジキュー誌に変えて、再び連載を開始したみこシリーズの完結編がこの「合わせ鏡の神子」である。
完結編のため、それまでのナイトウィザードリプレイの知識が若干必要となっている。特に「紅き月の巫女」に対しては直接的な続編と言ってもよいような物語になっている。
プレイヤーはみこシリーズの定番として矢薙直樹と小暮英麻が続投。残りはF.E.A.R.製リプレイの人気キャラクター柊蓮司のプレイヤーである矢野俊策と、小暮の紹介で声優の小島めぐみが選ばれた。小島はこのリプレイをきっかけにふぃあ通のサブパーソナリティとして頻繁に出演するようになり、また、「アリアンロッドRPGリプレイ・ハートフル」シリーズのプレイヤーなども担当するようになった。

## あらすじ
紅き月と碧き月の双月が天に昇る時、この世界から魔法が消え、静かに滅びが始まる。
高校2年生の少女「真壁翠」は、古えの時代から世界を護りつづけていた“碧き月の神子”の転生体である。今まではごく普通の女の子として生活していた翠だが、17歳の誕生日の日に謎の声に導かれ彼女は神子として覚醒する。しかし彼女の覚醒は地球を救うためになされたものではなかった。
500年前、“紅き月の巫女”と“碧き月の神子”が同時代に揃った時に世界に破滅が訪れかけたと言う。それは、この世界を護っている「世界結界」の力を二人のみこの力で極限にまで高めるという計画である。
そして現在、“紅き月の巫女”緋室灯と“碧き月の神子”真壁翠が同時代に存在することになる。このことにより、二人の運命は合わせ鏡のように重なり合う。
紅き月と碧き月は、二人の能力が共鳴することで天空に浮かぶ。2つの月は、日が経つにつれ互いの距離を序々に近づけていた。そして二つの月が近づくにつれ、世界結界は暴走するかのように強化されていく。世界から否定されていく魔法。ウィザードもエミュレイターも等しくこの世界から消えていき存在できなくなっていく。二つの月が完全に重なった時、地球からはあらゆる神秘が消え去る。
しかし、そんな世界にさえ存在できると思われる神秘存在、裏界最大の魔王ルー・サイファーがいる。蒼き月の覚醒は地球にただ1人君臨できる神秘存在となろうとするルーの陰謀である。全てのウィザードと全てのエミュレイターの存在の危機に対して、魔王ベール・ゼファーはウィザードたちとの共闘を申し出る。ここに史上初のウィザードとエミュレイターとの共同作戦が開始される。

## 登場人物

### プレイヤーキャラクター
プレイヤーによって操作するキャラクター。PC。名前の横にカッコで記述されているのはプレイヤー名である。キャラクタークラスについてスラッシュで複数書かれている場合はマルチクラスおよびクラスチェンジによりクラスを複数有していることを表す。キャラクタークラスの横のレベルはそのリプレイ開始時のものである。
属性についてはスラッシュをはさんで左側が第一属性、右側が第二属性となる。
キャラクタークラスの横のレベルはリプレイ開始時のものである。
柊蓮司（ひいらぎ れんじ、矢野俊策）
キャラクタークラス : 魔剣使い (Lv.9)
PC番号 : PC1
属性 : 〈風〉 / 〈火〉
輝明学園秋葉原分校高等部3年生の魔剣使いの少年。今までに幾度もの世界の危機を救ってきたベテランウィザード。初登場作品は「星を継ぐ者」。ワイヴァーンという名のルーン文字が刻まれた魔剣を持つ。
守護者アンゼロットにこき使われ、いつも不幸な目に遭うことで知られる柊だが、今作ではなぜ彼がいつもアンゼロットに目をつけられるかが語られることになる。
星の巫女の守護者として誕生する7人の守護剣士の1人である。彼が持つ魔剣には500年前の碧き月の神子の手により「神殺し」の力が刻まれており、その力により古代神に類する魔王級エミュレイターに致命的打撃を与えることができる（という設定だが、ゲーム的にダメージが増加するなどの効果はない）。それゆえに魔王級エミュレイターが絡むような大きな事件では柊はアンゼロットに重用されるのである。
真壁翠（まかべ みどり、小島めぐみ）
キャラクタークラス : 大いなるもの (Lv.7) / 魔術師 (Lv.2)
PC番号 : PC2
属性 : 〈冥〉 / 〈虚〉
輝明学園秋葉原分校高等部2年生の貧乏少女。今作のキーパーソンである“碧き月の神子”。とにかく生活が困窮しているので、日々バイトに明け暮れている。17歳の誕生日に謎の声に導かれてウィザードとして覚醒することになった。
彼女は“碧き月の神子”と呼ばれる古代の神「伊耶冠命神（いささかのみことのかみ）」の転生体である。その力を狙って幾人もの魔王が彼女の奪い合いを行うこととなり、翠は否応なくマジカル・ウォーフェアに巻き込まれることになってしまう。
性格は前向きなのだがどこか卑屈で、微妙に三下属性を持つ。特になぜか灯には逆らえない。また、ちょっとした勘違いから柊に淡い恋心を抱いている。
ふぃあ通内でのミニドラマではプレイヤーの小島が声を演じている。
緋室灯（ひむろ あかり、小暮英麻）
キャラクタークラス : 強化人間 (Lv.9)
PC番号 : PC3
属性 : 〈地〉 / 〈風〉
輝明学園秋葉原分校高等部2年生の少女。絶滅社に所属する強化人間。アイスドール系の無口少女だが、たまに見せる天然ボケな属性がチャームポイントでもある。初登場作品は「紅き月の巫女」。「紅き月の巫女」では“七番目の巫女”として登場した彼女だが。今作でも真壁翠に続くもう1人のキーパーソンとなる。
「紅き月の巫女」の主人公であった真行寺命とは友達以上恋人未満のような関係。今作では命のプラーナがルー・サイファーにより奪われたことでそれを取り返すために奮闘することになる。
羽戒時雨（うかい しぐれ、矢薙直樹）
キャラクタークラス : 使徒 (Lv.9)
PC番号 : PC4
属性 : 〈地〉 / 〈風〉
守護者アンゼロットに仕える給仕の1人。アンゼロットの要望にこたえて完璧な紅茶を淹れることができる。外見は24歳の美男子だが、実は数百年の時を生きている使徒である。
かつては碧き月の神子に仕えていた使徒だったが、500年前に飛龍という名の魔剣使いによって神子が殺されてからはアンゼロットに仕えている（リプレイ中はアンゼロットに拾われたのは1年前だと発言している）。翠が神子として転生してからは翠を護るためにその身を投げ出すことになる。神子である翠に対しては主従関係以上の恋愛に近い感情を抱いている。
柊が神子を殺した飛龍の魔剣を受け継いでいることと、翠が柊に惹かれていることから、柊に対して激しいライバル感情を抱いている。（初めて顔を合わせたときには、いきなり柊に攻撃を加えている）
時系列としては直前となる「愚者の楽園」のエピローグ挿絵にも登場している。
ふぃあ通内でのミニドラマではプレイヤーの矢薙が声を演じている。

### ノンプレイヤーキャラクター
GMが操作するキャラクター。NPC。
碧き月の神子
この世界を護る力を持つ「大いなる者」の1人。500年前に魔王アスモデートと魔王ディングレイが「どちらが先に世界を滅ぼすかの賭け」により同時に攻めてきたときに、蒼き月の神子に仕える3人の巫女と協力してそれを撃退した。しかし、その後に彼女に協力していたはずの飛龍という名の魔剣使いに殺されてしまう。500年の時を経て真壁翠として転生した。
神子は自分の莫大なプラーナによって作られた「蒼き月」が世界を滅ぼす原因になることを知り、星の巫女の守護剣士であった飛龍に自らを殺すように命じた。このときに「金色の巫女」によりかけられた強力な守護を突破してでも飛龍が神子を殺すことがでいるように飛龍が持つ剣に神殺しの力を刻んでいる。つまり蒼き月の神子は殺されたのでなく自害したのである。
紅き月の巫女
世界結界の防衛システムの一つである「柱」システムを司る巫女の1人。「柱」の力を持つ六柱の巫女の力を解放できる存在である。詳細は「紅き月の巫女」を参照。
強力な力を持つウィザードで500年前は碧き月の神子ともに魔王を撃退した。しかし巫女は魔王アスモデートの世界破壊計画の根幹に関わる存在でもあったため、500年前に巫女が登場したときは最終的に世界を護るために真行寺命の転生体により殺された。500年の時を経て緋室灯として転生した。
紅き月の巫女はアスモデートにとっての切り札だったが、実は同時にルー・サイファーも彼女の莫大なプラーナを利用しようとしていた。彼女が「紅き月の巫女」と呼ばれるのはエミュレイターが出現する「紅き月」を示すのでなく、巫女のプラーナを利用して作られた第二の「紅き月」を示すのである。
星の巫女
魔王ディングレイの欠片を魂の封じて転生しつづける宿命を背負った巫女。詳細は「星を継ぐ者」「フレイスの炎砦」を参照。
強力な力を持つウィザードで500年前は碧き月の神子ともに魔王を撃退した。しかし巫女は魔王ディングレイの世界破壊計画の根幹に関わる存在でもあったため、過去に巫女が登場したときは最終的に世界を護るために星の勇者により殺されている。500年の時を経て赤羽くれはに転生した。
星の巫女を護る存在として7人の守護剣士が巫女の誕生と同時に覚醒するといわれている。
金色の巫女
500年前の戦いで碧き月の神子に仕えていた巫女の1人。その詳細は謎に包まれているが、神子を守り様々な支援を行っていたらしい。
その正体は魔王ルー・サイファーであり、ディングレイとアスモデートとの戦いの間隙をついてファー・ジ・アースを我が物とすべく神子と巫女たちの力を利用しようとしていたのである。そのため、計画が成功するまでに神子や巫女たちには生きていてもらわなくてはならなかったため、神子の側について護っていたのである。
真行寺命（しんぎょうじ みこと）
神剣ヒルコの継承者であり、世界を救って散っていったウィザードの少年。詳細は「紅き月の巫女」を参照。
「紅き月の巫女」のエンディングで転生した彼は現在はウィザードとしての力は失われている。しかし、アスモデートが作り出したエミュレイターの勇者としての莫大なプラーナは残されており、魔王ルー・サイファーはそれを奪って紅き月と蒼き月を融合させるための天空の月匣のコアとしていた。
NPCだが、「紅き月の巫女」で命のプレイヤーだった矢薙がほとんどの場面で命の行動を担当していた。
アンゼロット
第八世界ファー・ジ・アースの守護者にしてウィザードたちの最高指導者。世界を救う目的のためならば手段は選ばない鉄の精神を持つ女神。
今作では魔法が消滅していく地球において、アンゼロット自身もその存在を失いかけるという大危機に陥っていた。
NPCだが、「愚者の楽園」でアンゼロットのプレイヤーだった小暮が一部の場面でアンゼロットを乗っ取っていた。
グィード＝ボルジア
「星を継ぐ者」および「黒き星の皇子」のPC。ローマ聖王と愛人関係にあるウィザード。クラスは聖職者。
ナイトメア
「紅き月の巫女」のPC。絶滅社に雇われているベテランウィザード。クラスは夢使い。
マユリ＝ヴァンスタイン
「紅き月の巫女」のPC。ダンガルド魔術学校に通うウィザードの少女。クラスは魔術師。
ソルティレージュ
「黒き星の皇子」のPC。40億年後の地球の守護天使。クラスはエンジェル（『セブン＝フォートレス V3』のクラス）/強化人間。
山瀬 京介（やませ きょうすけ）
「白き陽の御子」の主人公を務めたPC。輝明学園秋葉原分校中等部の生徒。クラスは勇者。
勇者という「非常識な存在」であったためか、世界結界の強化の影響を真っ先に受けてしまい、登場せずに「消滅した」という事実が語られるのみであった。
要 いのり（かなめ いのり）
「白き陽の御子」のPC。輝明学園秋葉原分校中等部の生徒。クラスは魔物使い。なお、双子の姉である要 ねがいも名前だけ登場するが、「もうすぐ帰ってくる」といのりが発言しており、この時点で「夢を喰らう者」の影響から復活しているのかは不明。
静＝ヴァンスタイン（しずく ヴぁんすたいん）
「白き陽の御子」のPC。輝明学園秋葉原分校中等部で教師を務めていた。クラスは魔術師。いのりと共に消滅した京介を探そうとするが…。
以上の7人はいずれも今までの「みこシリーズ」でPCとして登場したウィザードである。魔法が消えていく影響を受けており、グィードとナイトメアは冒頭でエミュレイターに敗北し、マユリ、京介、静は後半で存在が消滅してしまった。なお、リプレイ中では語られないが、消滅した3人は事件解決後に復活した事が文庫版の後書きで書かれている。
大魔王ベール＝ゼファー
悪徳の七王の一柱である裏界帝国第二位の魔王。爵位は公爵。二つ名は“蝿の大公”。今作でも人間形態である「ベル・フライ」の現し身の姿で登場。
ルー・サイファーによる世界結界強化の影響で著しく弱体化し、ルーに対抗するためにPCたちとの共闘を申し出た。ルーが作り出す月匣は大魔王の闇の力と、神子たちが作り出す光の力の双方に護られており、ウィザードとエミュレイターの2つの力がないと倒せないのである。
しかしベルは天空の月匣へ向かう途中でそこを護る3人の魔王を足止めするために戦列を離れ、結局PCたちだけでルーに立ち向かうことになった。
大魔王ルー＝サイファー
悪徳の七王の一柱である裏界帝国第一位の魔王。爵位は公爵。二つ名は“金色の魔王”。裏界帝国の実質的な支配者であり幾柱もの魔王たちを統率する。今作ではアゼル、リオン、モーリーの三柱を従えていた。
魔法が失われた地球でも唯一存在できるだけの膨大な魔力を持ち、これにより他の魔王とその眷属たちは地球に出現することができなくなる。この結果、地球のプラーナをひとりじめできるルーはマジカル・ウォーフェアの勝利者となることができるのである。ルーはこの計画において人間勢力は眼中になく敵ともみなしていない。基本的に他の魔王に対して上位に立つための計画である。しかしその驕りがルーに破滅を呼ぶこととなる。

### その他の登場人物・用語など
紅き月と碧き月
碧き月の神子と紅き月の巫女の莫大なプラーナを利用してルー・サイファーが作り出したプラーナの塊。この月が重なり合うとき世界結界の強化は完了し、魔法を始めとする非常識なものが存在できなくなる。
世界結界
第八世界ファー・ジ・アースを護るために張られている結界。世界の「常識」を規定し非常識なものを「なかったこと」にする。これによりこの世界は魔法や怪物といったものが力を抑えられ、エミュレイターの侵略を防いでいる。
世界結界を完全に壊すか書き換えることを多くの魔王たちが目論んでいったが、全てウィザードたちの活躍で防がれている。そこで今作でルーは世界結界を壊すのでなく強化するというトリッキーな作戦を取ることになる。世界結界は、破壊するのではなく強化する方向ならば、大量のプラーナさえあれば驚くほど簡単に可能だったのである。
七人の守護剣士
星の巫女の誕生とともに巫女を護るために覚醒すると言われる7人の魔剣使い。「フレイスの炎砦」に登場する「柱の騎士」に対応する存在で、柊蓮司も守護剣士の1人であることが今作で明かされる。ただし現行ルールである『The 2nd Edition』では、七人の守護剣士に関する記述は基本ルールブック、サプリメント（ソースブック及びファンブック）、公式リプレイのいずれにおいても存在しない（2011年10月現在）。
なお、『アルシャード』（ルール第一版）リプレイ「スルトの剣」に登場した七瀬晶も守護剣士の1人とされたが、『アルシャード』シリーズのその後のバージョンアップや「アルシャードトライデント」の展開（リプレイ及びサプリメント）で世界観自体に変更が加えられたため、「スルトの剣」を『ナイトウィザード』や『アルシャード』シリーズにおける正史とみなすか否かは未確定となっている。
飛龍（ひりゅう）
500年前の守護剣士だった魔剣使いで、碧き月の神子を殺害した人物。柊の持つ魔剣は彼が使っていた魔剣と同一のものである。翠の夢の中で出てくる姿は柊に酷似している。
しかし、実際には彼は裏切ったのではなく、碧き月の神子本人の頼みで神子の命を絶っている。その後彼は裏切り者としてかつての仲間に追われ、それはそれは悲惨な末路を辿ったとのこと。
その名前と「裏切り者」という設定は、柊の二つ名「裏切りのワイヴァーン」からとった後付け設定である。
ヒルコ
かつて真行寺命が持っていた伝説の剣。魔王アスモデートにより授けられた剣である。命が転生し、ウィザードではなくなったことで失われたと思われていた。
最終決戦時、天空の月匣のコアになっていた命のプラーナから再び出現、柊の手に渡る。闇の力に属するヒルコは最終決戦時にベルが抜けた穴を埋めることになった。
なお、ヒルコを手にした直後は柊は自身の魔剣とヒルコの二刀流となっていた（表紙や挿絵では二刀流で手にしている）が、ルー・サイファーへのトドメの一撃を入れる際に魔剣とヒルコが融合した。リプレイ後もヒルコは柊の魔剣に融合されたままとなっており、そのためか、本作のエピローグで一旦回復した命は再び昏睡状態に陥る事となる。のち、『セブン＝フォートレス メビウス』リプレイ「シェローティアの空砦」において柊の魔剣が改造された際ヒルコは分離され、アンゼロット宮殿に保管されたことが「聖なる夜に小さな願いを」で明かされている。

## マジカル・ウォーフェア
「合わせ鏡の神子」はナイトウィザードやセブン＝フォートレスのいくつかのリプレイをつなぐ大河物語「マジカル・ウォーフェア」の一編でもある。マジカル・ウォーフェアの時間軸ではリプレイ「愚者の楽園」の物語終了の翌日から始まる物語であり、200X年の翌年3月の物語とされる。「愚者の楽園」は200X年の翌年2月なので、3月の初めに起こった出来事となる。
「合わせ鏡の神子」はマジカル・ウォーフェアの本当の開戦を告げる物語である。裏界最大の存在であったルー・サイファーが倒されたことにより裏界の勢力図は大きく変動し、それまでルーに押さえつけられていたような下級の魔王たちも我先にと地上にやってくることになる。史上かつてないほど魔王たちが地上で動くようになるのである。一方、人類陣営もルーの撃退で勢いづき、裏界勢力に対して怒涛の逆襲をはかることとなる。そして、マジカル・ウォーフェアの本題である「七つの宝玉」の争奪戦が本格的に始まるのである。

## 作品
- 合わせ鏡の神子（ISBN 4-7577-3088-8 / 文庫/ エンターブレイン刊）
  - 2007年発売。登場した魔王たちの紹介を別途掲載している。